# Андервуд, Уильям
Уильям Лайман Андервуд (англ. William Lyman Underwood; 1864—1929) — американский бизнесмен, фотограф и исследователь консервирования пищевых продуктов. Активно проводил упомянутые исследования в 1895—1926 годах в Массачусетском технологическом институте.

## Биография
Уроженец Бостона. Был внуком основателя консервной компании William Underwood Company. В 1895 году его компания столкнулась с проблемой консервирования продуктов в жестяных банках. При стандартной технологии термической обработки, которая бала разработана французским кондитером Николя Аппером, некоторые банки вздувались. Это указывало на то, что еда внутри испортилась. Андервуд обратился о помощи в Массачусетский технологический институт к Сэмюэлю Прескотту. С 1897 по 1926 год они занимались исследованием проблем консервирования и обнаружили, что консервы портят термостойкие анаэробные бактерии. Решением проблемы стало нагревание банок до температуры 120 °C под давлением в течение 10 минут. Эта технология имеет важное значение для пищевой промышленности. В 1899 году Андервуд покинул William Underwood Company, чтобы посвятить себя бактериологическим исследованиям в Массачусетском институте.
В журнале Science 7 августа 1903 году опубликована статья Андервуда об особенностях биологии изученного им комара из семейства Chaoboridae. В этой статье было указано, что образцы были посланы Даниелю Кокилету и Кокилет назвал этот вид в его честь Eucorethra underwoodi. Однако статья Кокилета с описанием этого вида вышла только 3 октября 1903 года. В 1910 году Кокилет указал, что автором нового вида и рода Eucorethra является Андервуд.
В Массачусетском университете ежегодно вручается именная премия памяти Прескотта и Андервуда за выдающиеся заслуги в развитии науки о продуктах питания